# L'Éternel féminin (Cézanne)
Pour les articles homonymes, voir L'Éternel féminin et Éternel féminin.
L'Éternel féminin (ou Le Veau d'or) est une peinture à l'huile sur toile réalisée en 1877 par l'artiste post-impressionniste français Paul Cézanne.
Il s'agit d'une œuvre plutôt ambiguë où des hommes de plusieurs professions et un artiste (qui serait une représentation d'Eugène Delacroix) peignant ce même tableau sont réunis autour d'une unique figure féminine.
Ici, toute une série de professions et d'arts sont représentés : des écrivains, des avocats, et un peintre qui peint la scène exprimée. La plupart[Qui ?] disent qu'il s'agit de Eugène Delacroix, mais d'autres[Qui ?] disent que Cézanne lui-même se caractérise par le fait que le peintre le représente sans bouche[style à revoir]. La manifestation du féminin est allongée sur un lit à baldaquin en plein air.
Il a également été suggéré par le commissaire de l'exposition de 2016 de la National Gallery Delacroix and the Rise of Modern Art, Christopher Riopelle, que l'œuvre reprend la configuration géométrique de La Mort de Sardanapale de Delacroix à l'envers et c'est comme si elle avait été créée en réponse à l'œuvre précédente.
Plus tard, un marchand d'art a modifié le tableau pour le rendre plus vendable[réf. nécessaire].
Le tableau fait partie de la collection permanente du J. Paul Getty Museum de Los Angeles.

## Sources
- (en) Cet article est partiellement ou en totalité issu de l’article de Wikipédia en anglais intitulé « The Eternal Feminine (Cézanne) » (voir la liste des auteurs).